# شاخه‌دهی (گیاه‌شناسی)

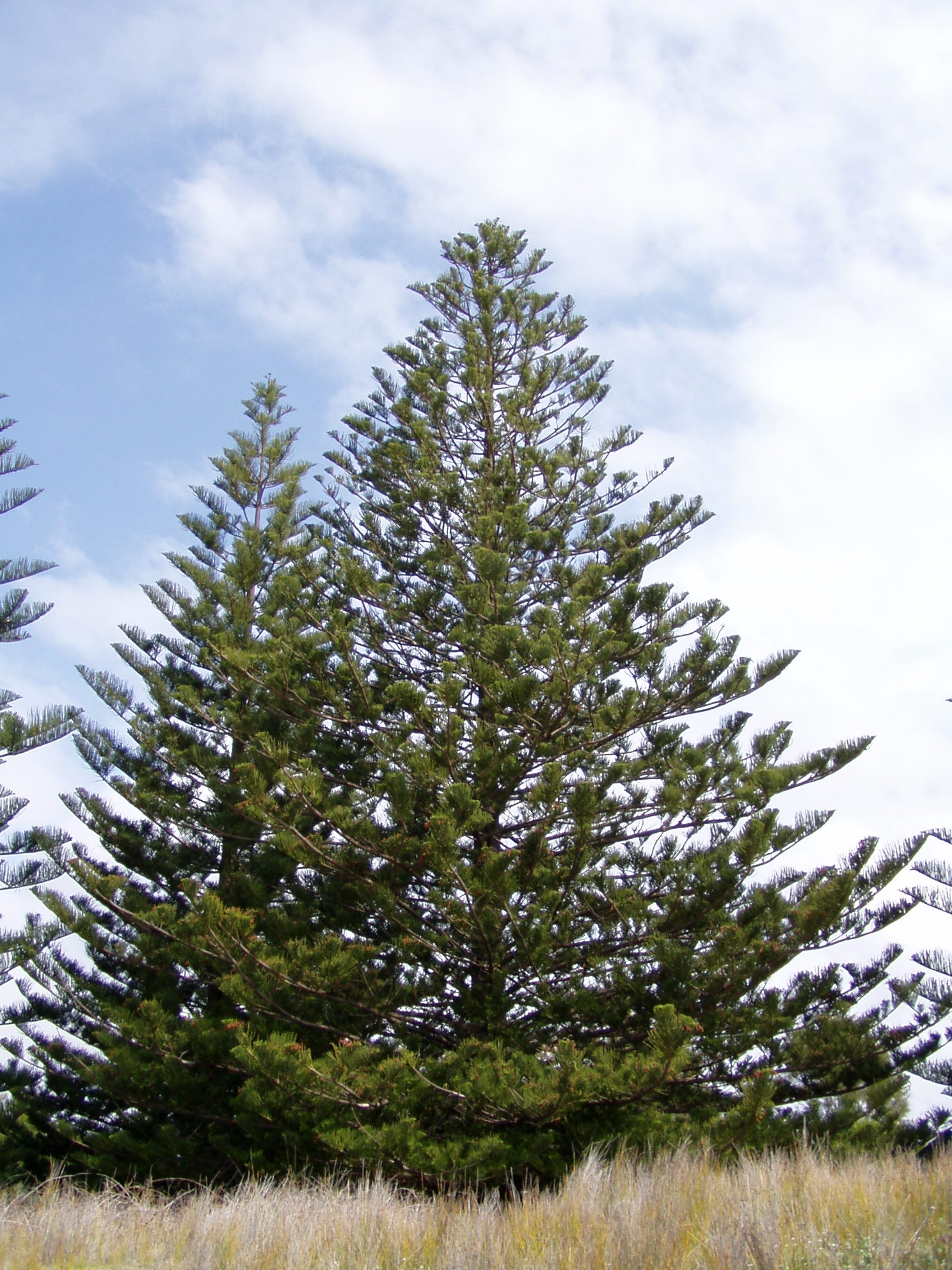
شاخه‌دهی طبیعی به این درختان مخروطی کمک می‌کند تا طرحی منظم و مخروطی شکل داشته باشند.

در گیاه‌شناسی، شاخه‌دهی (به انگلیسی: Ramification)، عبارت است از واگرایی ساقه و اندام‌های گیاه به شاخه‌های کوچک‌تر، یعنی تنه به شاخه، و شاخه بزرگ‌تر به شاخه‌های کوچک‌تر و غیره. باغبان‌ها فرایند شاخه‌دهی را از طریق هرس تحریک می‌کنند و در نتیجه درختان، درختچه‌ها و دیگر گیاهان را پرپشت‌تر و متراکم‌تر می‌کنند.
میانگرههای کوتاه (بخش ساقه بین گره‌ها، به عنوان مثال، مناطقی که برگها تولید می‌شوند) به افزایش شاخه در گیاهانی که در این گره‌ها شاخه می‌سازند، کمک می‌کند. میانگره‌های بلند (که ممکن است نتیجه آبیاری بیش از حد، استفاده بیش از حد از کود یا یک «جهش رشدی» فصلی باشد) توانایی باغبان را برای القای شاخه‌های گیاهی کاهش می‌دهد.
درجه بالایی از شاخه‌دهی برای ایجاد هرس شکلی ضروری است، زیرا هنرمند هرس شکلی را قادر می‌سازد تا یک بوته یا پرچین را به شکلی با سطح یکنواخت تراش دهد. شاخه‌دهی همچنین برای تمرین‌کنندگان هنر بونسای ضروری است زیرا به بازسازی شکل و عادت یک درخت با اندازه کامل به درخت کوچکی که در یک ظرف رشد می‌کند کمک می‌کند.
روش‌های هرس کردن و کف‌بری از بین بردن بیشتر توده درخت از بالای ریشه باعث ایجاد شاخه می‌شوند. هرس درختان میوه با القای انشعاب و در نتیجه ایجاد شاخه‌های پرشور و پربار به جای چند شاخه کم بارده، عملکرد باغ‌ها را افزایش می‌دهد.